# Oleandra decurrens
Oleandra decurrens là một loài dương xỉ trong họ Oleandraceae. Loài này được Maxon mô tả khoa học đầu tiên năm 1914.